# Ea Ktur
Ea Ktur là một xã của tỉnh Đắk Lắk, Việt Nam.

## Địa lý
Xã Ea Ktur có vị trí địa lý:
- Phía đông giáp xã Ea Ning
- Phía tây giáp xã Ea Tiêu
- Phía nam giáp xã Ea Bhôk
- Phía bắc giáp thành phố Buôn Ma Thuột và huyện Krông Pắc.

## Lịch sử
Trước đây vùng này là núi rừng già nhiều cây cổ thụ, tre nứa, lồ ô và thảo nguyên nhỏ cỏ tranh, cỏ gấu. Một vài buôn làng người Ê Đê sống du canh du cư sau đó định cư và đến khoảng năm 1955 - 1957 có một làng người công giáo lập nghiệp ở đây, họ từ các vùng Đồng Nai các tỉnh khác di cư năm 1954-1956 từ miền bắc vào ở đó sau đó lên Cao Nguyên. Người Ê Đê gieo trồng theo kiểu chọc lỗ tra hạt trên nương rẩy, ngoài ra họ săn bắt thêm cải thiện trong bữa ăn của các gia đình. Cuộc sống thiếu thốn nét văn hóa và các luật tục của người đồng bào, vẫn được giữ nguyên vẹn.
Dưới thời Việt Nam Cộng hòa, xã thuộc địa bàn quận Phước An, tỉnh Đắk Lắk.
Sau năm 1975, quận Phước An đổi thành huyện Krông Pắk, gồm 2 thị trấn và 26 xã trong đó có Ea Ktur. Người từ miền Bắc di cư lên Tây Nguyên theo chương trình kinh tế mới, trong đó phần đông là thanh niên và các gia đình trẻ vào khai hoang định cư sinh sống. Trồng và sản xuất cà phê đã trở thành cây công nghiệp chủ lực ở xã. Trên địa bàn xã đã hình thành các nông trường quốc doanh và một xí nghiệp liên hiệp cà phê (Việt Đức). Người dân không ngừng mở rộng vùng trồng cà phê, đến giữa thập niên 1980 vùng này đã trở thành một nơi xuất khẩu cà phê của tỉnh Đắk Lắk.
Ngày 19 tháng 09 năm 1981 Hội đồng Bộ trưởng (nay là Chính phủ) ra Quyết định số 75/HĐBT thành lập huyện Krông Ana, trên cơ sở diện tích đất của thị xã Buôn Ma Thuột và huyện Krông Pác, các thôn buôn của Ea Ktur thuộc huyện Krông Ana.
Ngày 27 tháng 8 năm 2007 huyện Krông Ana tách thành 2 huyện Krông Ana và Cư Kuin, xã thuộc về huyện Cư Kuin. Những năm cuối của thế kỷ 20 xã vẫn tiếp nhận hàng năm một lượng dân di cư cơ học vào định cư, những năm đầu của thế kỷ 21 lượng di cư cơ học giảm dần bắt đầu phát triển dân số tự nhiên, mức tăng dân số đã đi vào ổ định.

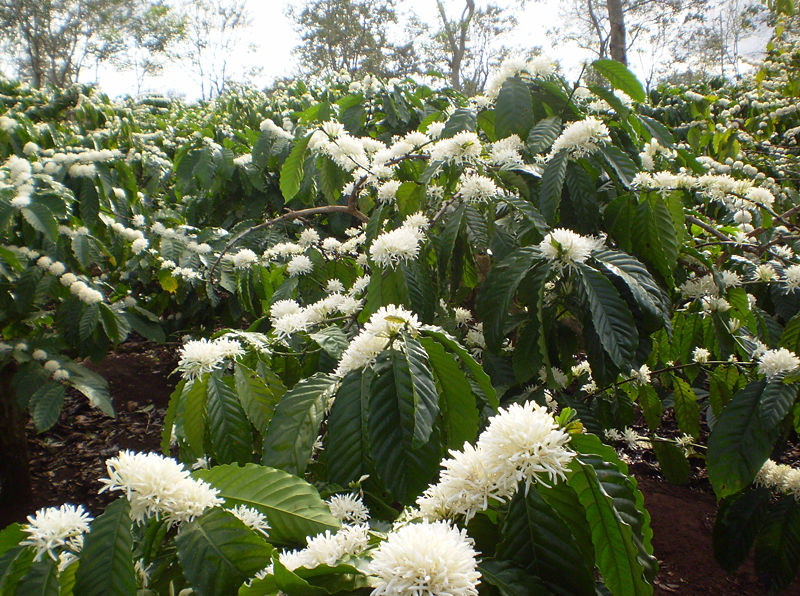
Mùa hoa cà phê vối

## Hành chính
Xã Ea Ktur có 18 thôn và 6 buôn: Phu Huê, Ea Ktur, Ea Kniết, Jung A, Jung B, Plếi Năm.

## Kinh tế - xã hội

### Nông nghiệp
Chủ yếu dựa vào cây công nghiệp dài ngày, cây cà phê được coi là chủ lực của xã. Có 4 doanh nghiệp lớn trồng và chăm sóc chế biến cà phê đang hoạt động trên địa bàn: Việt Đức, Việt Thắng, Ea Sim, Ea Hnin.
- Cây cao su được trồng vào năm 1992 của công ty cà phê Việt Đức, thích ứng tốt với vùng đất mà trước đây là thảo nguyên xanh.
- Cây tiêu được trồng xen kẻ diện tích thâm canh ít, đa số của các hộ dân trồng quanh vườn nhà.
- Cây lúa nước được trồng chủ yếu tăng gia lương thực cho những người dân có ruộng nước.
- Các loại cây hoa màu và cây ăn quả dài ngày rất thích hợp với vùng đất này: bơ, sầu riêng, mãng cầu, mít, xoài, ổ, mía,...
- Chăn nuôi được tăng gia trong các hộ chủ yếu chú trọng một số loại như: bò, lợn, dê, gia cầm, ao cá,...
- Sản xuất chế biến kinh doanh nông sản có các trạm, điểm kinh doanh; doanh nghiệp tư nhân; thu mua chế biến xuất khẩu nông sản thuộc doanh nghiệp trong và ngoài địa bàn.

### Kinh doanh dịch vụ
Trên địa bàn chỉ có chợ hoạt động vào buổi sáng, bán thực phẩm tươi sống của người dân làm được. Các quán bán lẻ hàng hóa tiêu dùng hàng ngày được mở ở các thôn, buôn khiến việc mua bán dễ dàng.
Dịch vụ được mở cũng chỉ lẻ tẻ phục vụ thông thường cho giới trẻ.

### Công nghiệp
Xã chưa được định hình rõ ràng.

### Rừng
Trên địa bàn xã không còn diện tích rừng tự nhiên cũng như rừng trồng.

### Giáo dục
Trường học từ mẫu giáo đến cấp II đóng chân trên địa bàn từng bước nâng cao dân trí.
Các phương tiện truyền thông: ti vi; tin học; loa đài; điện thoại v.v.. góp phần cải thiện nghe nhìn cho người dân.

### Hệ thống y tế
Xã có 1 Bệnh viện huyện Cư Kuin, khi chưa tách huyện là Bệnh viện này đa khoa Việt Đức trước đây của Bộ nông nghiệp phát triển nông thôn, đáp ứng được phần nào yêu cầu khám chữa theo bảo hiểm y tế cho người dân và 1 trạm y tế xã chăm sóc sức khỏe ban đầu và hệ thống cộng tác viên y tế thôn buôn.

## Giao thông
Giao thông nông thôn đang từng bước được đẩy mạnh, theo nhu cầu về phát triển phương tiện đi lại cho mọi người.
Thủy lợi được quan tâm nhiều hơn với mục đích nông nghiệp thời điểm mùa khô Tây Nguyên, các loại cây cần tưới tiêu. Nguồn nước phụ thuộc chủ yếu vào khả năng cung cấp nước từ các sông suối. Mùa mưa gây ngập úng ở một số vùng trũng, vào mùa khô thì thiếu nước. Các hồ nước tưới tiêu trên cạn Ea Chucap, Ea Sim và một số hồ đập tại các đội sản xuất. Giếng đào khoảng 20 - 35m, vào mùa khô thường xảy ra tình trạng thiếu nước ở một số khu vực gây khó khăn cho sản xuất và đời sống sinh hoạt của người dân. Hiện tại thì trữ lượng nước từ các nguồn trên địa bàn xã đang đủ để khai thác, đáp ứng được nhu cầu phục vụ sản xuất và sinh hoạt của nhân dân.